# Clavija nutans
Clavija nutans är en viveväxtart som först beskrevs av Vell., och fick sitt nu gällande namn av B. Ståhl. Clavija nutans ingår i släktet Clavija och familjen viveväxter. Inga underarter finns listade i Catalogue of Life.